# انقطاع النفس في الأطفال الخدج
انقطاع النفس في الأطفال الخدج هو توقف التنفس في الأطفال الخدج لأكثر من 20 ثانية و / أو يصاحبه نقص التأكسج أو بطء القلب. يصنف انقطاع النفس تقليدياً إما علي أنه انقطاع نفس انسدادي، أو مركزي أو مختلط. يحدث انقطاع النفس الانسدادي عندما يكون عنق الرضيع مفرط الثني أو العكس، بأن يكون عنق الصغير مفرط التمدد. ويحدث أيضا بسبب انخفاض التوتر العضلي للبلعوم أو بسبب التهاب الأنسجة الرخوة، والتي يمكن أن تمنع تدفق الهواء عبر الحنجرة والحبل الصوتي. ويحدث انقطاع النفس المركزي بسبب نقص في جهد التنفس، ويرجع هذا إلي عدم نضج الجهاز العصبي المركزي، أو من آثار الأدوية، أو المرض. تبدأ العديد من نوبات انقطاع النفس في الأطفال الخدج إما في صورة انقطاع نفس انسدادي أو مركزي، ولكنها تشمل عناصر أخرى لتصبح مختلطة في الطبيعة. 

## آلية المرض
تعتمد التهوية علي الاستجابة لمستويات متزايدة من ثاني أكسيد الكربون وحموضة الدم، ونقص الأكسجين كمحفز ثانوي. تقل الاستجابة لهذه المؤثرات في الأطفال الخدج بسبب عدم نضج مناطق الدماغ التي تشعر بهذه التغيرات. بالإضافة إلي ذلك، يوجد لدي الأطفال الخدج استجابة مبالغ فيها لتحفيز الحنجرة (الفعل المنعكس الطبيعي الذي يغلق مجاى الهواء كتدبير وقائي).

## التشخيص
يمكن التمييز بسهولة بين انقطاع النفس في الأطفال الخدج وأشكال انقطاع النفس الآخري في الرضيع مثل: انقطاع النفس الانسدادي، متلازمة نقص التهوية، وتنظيم التنفس أثناء التغذية، وانقطاع النفس المرتبط بالارتجاع، وذلك من خلال مخطط حركات التنفس في الرضع أو دراسة انقطاع النفس والنوم في الرضع. 

## العلاج

### أدوية
استخدم المثيل زانثين (الثيوفيلين والكافيين) لما يقرب من ثلاثة عقود لعلاج انقطاع النفس في الأطفال الخدج. ومع ذلك، هناك مخاوف من الآثار السلبية علي المدى الطويل من استخدام الكافيين. والكافيين والثيوفيلين لهما تأثيرات مماثلة على المدى القصير على انقطاع النفس، لكن الثيوفيلين يرتبط بارتفاع معدلات السمية.

#### الدعم التنفسي
- تحفيز عن طريق اللمس : يتم ذلك عن طريق لمس جلد الرضيع، ويؤدي ذلك إلي وقف نوبة انقطاع النفس عن طريق زيادة مستوى يقظة الرضيع.
- زيادة مستوى الأكسجين البيئي : يتم ذلك عن طريق وضع رأس الرضيع في خيمة ذات أكسجين تكميلي، ويؤدي ذلك إلي تقليل وتيرة انقطاع النفس، ومساعدة الرضيع في الحفاظ علي مستوى الأكسجين خلال النوبات القصيرة لانقطاع النفس.
- قنية أنفية : يمكن زيادة الأكسجين في مستويات منخفضة، والتي قد تمنح الرضيع بعض التحفيز من خلال لمس القنية.
- ضغط مجرى الهواء الإيجابي المستمر : يستخدم في علاج توقف النفس عند فشل الأدوية والأكسجين التكميلي.
- التهوية الميكانيكية: تستخدم لدعم التنفس في الرضع الذين لا يمكن السيطرة عليهم، فالضرر الناتج عن نقص التأكسج المتكرر يفوق الخطر الناجم عن التهوية

#### مراقبة
- يتم مراقبة الرضيع في المستسفى في وحدة الرعاية المركزية. ويتم مراقبة حركات التنفس، وضربات القلب، ومقياس التأكسج. يمكن الكشف عن انقطاع النفس المركزي بسرعة لأنه يؤدي إلي غياب حركات التنفس. أما بالنسبة لانقطاع النفس الانسدادي، فيتم تشخيصه عند انخفاض مستوى الأكسجين في الدم و / أو تباطؤ معدل ضربات القلب.
- ويتم مراقبة انقطاع النفس في المنزل (يجب تمييزها من شاشات مراقبة الرضيع التي تم تصميمها للسماح للوالدين بالاستماع للرضيع عن بعد)، وذلك عن طريق قياس حركة التنفس و / أو معدل ضربات القلب فقط. تستخدم عادة لمراقبة الأطفال الخدج القادرين علي الخروج من المستشفى ولكن لا يزالون في حاجة إلي دواء أو أكسجين تكميلي لعلاج بقايا انقطاع النفس الخفيفة. وعادة ما يتطلب رصد انقطاع النفس في المنزل لمدة 6-12 أسبوعا بعد الخروج من المستشفى.

## النتيجة
بما أن السبب الرئيسي وراء انقطاع النفس في الأطفال الخدج هو عدم نضج النظم الفسيولوجية للرضع، فيمكن أن تنتهي هذه النوبات عند نضج هذه النظم. ومن غير المعتاد أن تستمر النوبات بعد 42 أسبوع. يكون الأطفال الذين يعانون من انقطاع النفس أكثر عرضة لخطر انقطاع التنفس أثناء التخدير على الأقل لمدة 52 أسبوع بعد الولادة.
لا يوجد دليل يضع الرضع الذين يعانون من انقطاع النفس في خطر الإصابة بمتلازمة موت الرضع المفاجئ. ومع ذلك فإن الأطفال الخدج (بغض النظر عما إذا كانوا يعانون من انقطاع النفس أو لا) في خطر متزايد للإصابة بمتلازمة موت الرضع المفاجئ. ومن المهم تجنب العوامل الآخري التي تتسبب في متلازمة موت الرضع المفاجئ (التعرض للتدخين، ووضعية الانكباب، ومواد الغراش الزائدة، وغيرها)

## علم الأوبئة
يحدث انقطاع النفس في الأطفال الخدج في ما لا يقل عن 85% من الرضع الذين يولدون بعد أقل من 34 أسبوعا من الحمل. ويرتبط حدوثه عكسياً مع اكتمال الحمل. ولكن توجد فروق فردية كبيرة.